# Rassegna della Microeditoria
La Rassegna della Microeditoria è una manifestazione dedicata alla microeditoria italiana e ospita ogni anno decine di micro e piccole case editrici provenienti da tutta la penisola. Si tiene a Chiari in provincia di Brescia il secondo fine settimana di novembre. È patrocinata dalla Regione Lombardia, dalla Provincia di Brescia, dal Comune di Chiari, e organizzata dall'Associazione Culturale L'Impronta in collaborazione con il Sistema bibliotecario Sud ovest bresciano e l'ufficio di Milano del Parlamento Europeo.

## Storia
La prima manifestazione si svolse nel 2003 e vide la partecipazione di oltre 3.000 persone e più di 50 micro e piccoli editori. Negli anni la fiera è cresciuta diventando il più noto appuntamento nazionale della microeditoria italiana. All'ottava edizione hanno preso parte più di 100 micro e piccoli editori e oltre 8.000 visitatori. L'evento dura tre giorni e, al fine di agevolare il contatto diretto con gli editori ed il pubblico, l'ingresso è gratuito sin dalla prima edizione. La rassegna si tiene nelle stanze in stile liberty della Villa Mazzotti di Chiari, la villa del conte ideatore della famosa gara automobilistica Mille Miglia.Tra gli ospiti illustri che hanno partecipato alle passate edizioni si ricordano Alda Merini, madrina della prima edizione, Mauro Pagani, Riccardo Chiaberge, Giac Michelon, Toni Capuozzo, Luciano Lutring, Enzo De Caro, Vivian Lamarque, Corrado Augias, Rocco Tanica, Valerio Onida, Oliviero Diliberto, Maurizio Cucchi, Nadiolinda, Piero Dorfles, Vittorio Messori, Sergio Nava, Gillo Dorfles, Armando Milani, Davide Van de Sfroos, Vittorio Prodi, Raniero La Valle, Jack Hirschman, Sergio Rizzo. Nei tre giorni in cui si tiene la rassegna, diretta dal 2003 da Daniela Mena, si susseguono presentazioni di libri, tavole rotonde, giochi animativi per bambini e laboratori. 
L'edizione del 2009 è stata dedicata alla memoria di Alda Merini, poetessa che inaugurò la prima edizione della Rassegna nel 2003, con un omaggio a Lawrence Ferlinghetti, poeta statunitense della Beat Generation, di origine bresciana.

## Abolizione delle tariffe postali agevolate per l'editoria
Nel 2010 il mondo della microeditoria si è sollevato contro l'abolizione delle tariffe agevolate per il settore editoriale attuata dal governo. Marco Polillo, all'epoca presidente dell'AIE, in merito a tale sospensione ha sostenuto che "si va a penalizzare non solo le case editrici, ma anche la cultura e l'informazione del paese: il canale postale è infatti uno strumento fondamentale di diffusione dei libri, soprattutto in quelle zone d'Italia non servite da librerie”. Una petizione promossa dall'Associazione Culturale l'Impronta, organizzatrice della Rassegna della Microeditoria, è stata inviata il 12 aprile 2010 al sottosegretario Gianni Letta e ad altri membri del governo.